# 紅淡山
紅淡山，位於台灣基隆市仁愛區、信義區交界處，標高208公尺，為基隆市近郊知名登山標的，也是台灣小百岳之一。
紅淡山舊名雙龍山，因日治時期旅居基隆的日本人思鄉情切，於山上廣植紅淡比而改名。雖然離市區甚近，卻仍保有自然深幽、並未遭受太多人為破壞，而且植物種類繁多，是一極富教育性的生態休閒園區。該山為仁愛區最高峰，峰頂視野極佳，向北可眺望基隆港全景，因而享有「基隆的陽明山」之美譽，為基隆地區登山健行的最佳選擇之一。
攀登紅淡山主要路徑有三：
- 由北側劉銘傳路登山口上山：可由基隆火車站搭202,201公車至劉銘傳路口下車步行前往。
- 由西北側南天宮登山口上山：位於三坑火車站附近。
- 由西南側寶明寺登山口上山：可搭601、602、603、402、403、406公車至寶明寺站下車即達；亦可由八堵火車站沿南榮路向北（基隆市區方

向）步行約20分鐘到達登山口。